# Well Well Well
Well Well Well är ett musikalbum av Eva Eastwood från den 10 september 2008.

## Låtlista
| Nr  | Titel              | Längd |
| --- | ------------------ | ----- |
| 1.  | My my my           | 2:56  |
| 2.  | Soaking up rays    | 4:04  |
| 3.  | Boredom            | 3:08  |
| 4.  | Unmake U mine      | 4:22  |
| 5.  | Got to go          | 3:21  |
| 6.  | Ego with servants  | 3:55  |
| 7.  | 21th century Jesus | 3:50  |
| 8.  | Instead of me      | 4:31  |
| 9.  | He's in love       | 2:42  |
| 10. | No Headlines       | 3:29  |
| 11. | A call             | 3:15  |
| 12. | I wanna party      | 6:06  |